# Charles Voisin
Charles Voisin född 1882 död 1912, var en fransk flygpionjär och flygplanskonstruktör. Han var yngre bror till Gabriel Voisin

## Biografi
Charles Voisin gjorde sin första flygning i ett motordrivet flygplan 16 mars 1907. Samma år bröt brodern Gabriel sitt kompanjonskap med Bleriot och företaget Bleriot-Voisin. Gabriel som övertog verkstadlokalerna vid delningen av företaget erbjöd Charles att bli partner i det nya företaget Les Frères Voisin i Billancourt, vilket kom att bli världens första kommersiella flygplansfabrik.  
1907 konstruerade Charles sitt första flygplan en Voisin-Delagrange I för Leon Delagrange. Redan 28 februari var flygplanet färdigt för rullprov som han genomförde i Bagatelle. Den 16 mars fick han flygplanet att lätta och flög en sträcka på 10 meter, efter några modifieringar provade han flygplanet på nytt 30 mars med en flygtur på 20 meter och en lite längre på 60 meter. 
Vid en middagsbjudning 1909 träffade han Raymonde de LaRoche och han erbjöd sig att lära henne att flyga. Den 22 oktober 1909 blev hon den första kvinnan i världen att genomföra en soloflygning.
Tillsammans med sin bror konstruerade han 1910 flygplanet Canard Voisin som kom att bli en stor framgång för företaget under 1910-talet. Flygningen till trots avled han genom en bilolycka 1912.

## Note
- not enligt brodern Gabriel var flygningen den 16 mars 1907 60 meter och den varade i sex sekunder.